# Discret 11

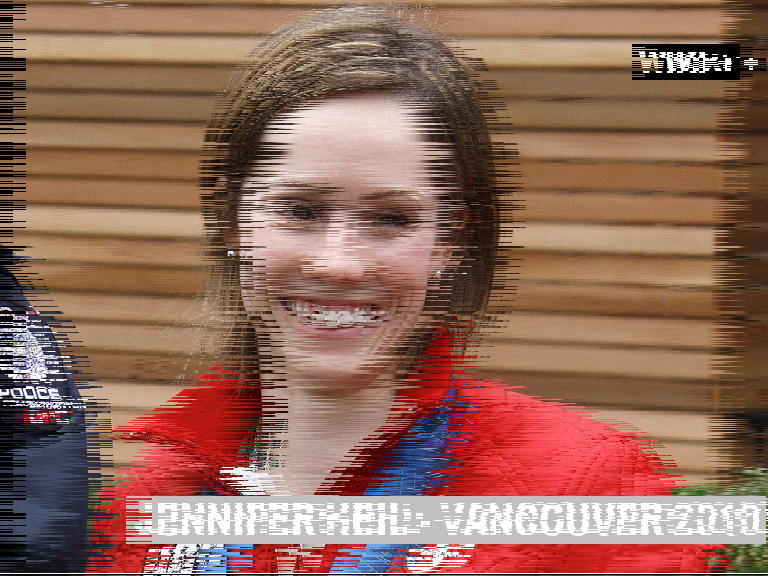
Simulation informatique (CGI) du cryptage Discret 11

Discret 11 (acronyme de « DISpositif de CRyptage Électronique de Télévision ») désigne un système d'embrouillage / cryptage  vidéo analogique français ou accès conditionnel, destiné à la télévision à péage. Cette dénomination désigne également le décodeur qui exploite ce même type de contrôle d'accès.
Exploité par la chaîne Canal+ à compter de son lancement, le 4 novembre 1984 et jusqu'à l'arrivée de la télédiffusion numérique en 1995. Le responsable technique du projet est l’ingénieur français Sylvain Anichini à partir de 1983. L'objectif qui lui est imposé par Canal+ consiste à mettre en œuvre un dispositif au coût de revient économique et rapidement industrialisable.
Cette stratégie rend plus simple le développement d'équipements ou « décodeurs pirates » dont la chaîne payante fait les frais entre 1984 et jusqu'à l'abandon du système pour son successeur, le décodeur « Syster » utilisant le cryptage Nagravision et rétrocompatible Discret 11 pour la phase de transition.
Le Discret 11 est exploité pour la norme française à 625 lignes noir et blanc et couleur SECAM par plusieurs chaines à péage, notamment Canal+, Canal J, Canal Jimmy et Santé TV lors de leur télédiffusion par voie terrestre, satellite ou câble. La déclinaison Discret 12 est notamment exploitée par les chaînes publiques italiennes de la RAI sur le satellite Hot Bird pour embrouiller certaines émissions car mieux adapté au format 625 lignes exploitant le codage couleur PAL. Au Royaume-Uni, la BBC l'exploite d'octobre 1988 à février 1990 pour la diffusion de certains programmes médicaux.
Le décodeur est équipé d'une prise péritélévision à relier au téléviseur ou au magnétoscope et d'une seconde sortie vidéo / audio de type DIN. Il n'exploite qu'un signal audio monophonique du fait des restrictions de la norme de télédiffusion terrestre française « L » en 1984. La norme L de cette époque exploite uniquement la modulation d'amplitude monophonique. Il faudra attendre 1993 pour que les émetteurs terrestres français exploitent en complément, la norme numérique audio Nicam permettant la stéréophonie ou l'audio bi-canal. Par satellite, le groupe Canal+ et les chaînes cryptées qu'il diffuse en Discret 11 ou Nagravision exploitent en complément, des pistes audio en clair et non embrouillées. Cette diffusion nécessite un paramétrage du récepteur satellite et un raccordement direct sur le téléviseur ou les périphériques audio associés.

## Historique
Conçu et élaboré dès 1983 par le technicien de Canal+, Sylvain Anichini et ses équipes, le Discret 11 vise à relever le défi d'une formule industrielle à coût de revient compétitif et à s'adapter aux contraintes de la télédiffusion analogique terrestre et la norme française L à 625 lignes et au standard couleur SECAM.

## Développement et lancement commercial
Après l'étude puis l'abandon de divers dispositifs de chaînes à péage américaine ou étrangères pour des motifs de coût de revient et de brevets / licences, la direction du développement de Canal+ impose un délai de dix mois à ses ingénieurs pour concevoir et lancer la fabrication en pré-série, d'un système opérationnel et compétitif. La technologie utilisée est le produit d'un appel d'offres remporté par Philips qui propose de livrer un décodeur pour 100 Francs soit environ 15 €. Pour accélérer la sortie des décodeurs en masse, au lieu d'un design spécifique, le fabricant RTIC (Radio Technique Industrielle et Commerciale) exploite le boitier plastique d'un répondeur téléphonique de la même marque.
L'abonnement à Canal+ en 1984 nécessite outre l'abonnement du mois en cours et du suivant, des frais de dossier et surtout une caution de 500 Francs pour le décodeur Discret 11, soit environ 76 €, ce qui est une forte somme pour l'époque, le salaire minimum (SMIC) étant voisin de 660 € à cette période. Léo Scheer, l'un des fondateurs de Canal+, déclare en novembre 2014, qu'au démarrage de la chaine, la direction place la manne des cautions de 500 F en titres boursiers, ce qui contribue au financement du lancement de la chaîne, bien que cette pratique soit strictement interdite.

## Le piratage survient dès le lancement
Le décodeur est piraté dès son lancement. Ainsi, le magazine d'électronique français Radio Plans souhaitant informer ses lecteurs belges, suisses et monégasques qui ne peuvent pas s'abonner à la chaîne française, publie dans son numéro de décembre 1984, les plans d'un décodeur pirate basé sur la détection des débuts de ligne, avec en couverture la mention « Joyeux Noël ». Le magazine est saisi sur décision du TGI de Paris mais il reste disponible hors de France ainsi que pour des abonnés français l'ayant déjà reçu et quelques points de vente franciliens. Du fait du très large impact de cet événement dans la presse et dans les médias nationaux, des fac simile du numéro non censuré sont alors diffusés (exemplaires distribués avant la saisie du magazine) et les plans sont largement diffusés, sous forme de photocopie. Le nouveau tirage du numéro 445 de Radio Plans diffusé en France, un article « censuré » dévoile en page 43, que le décodeur Radio Plans est une « réalisation originale » et qu'ils ont effectué leur « travail de journalistes techniques ». En France, le journal le quotidien de Paris republie le même schéma du décodeur quelques semaines plus tard.
En 1985, une contre-mesure censée rendre inopérants les décodeurs pirates basés sur le principe du décodeur publié dans Radio Plans n'impacte pas longtemps ses utilisateurs, car plusieurs adaptations ou nouvelles versions apparaissent rapidement sous le manteau.
On estime que le taux de piratage du Discret 11 serait évalué entre 4 et 5 % des abonnements, voire inférieur. Toutefois, aucune étude fiable basée sur un véritable sondage n'a jamais été officiellement rendue publique. Bien au contraire, dès 1985, Canal+ se plaint publiquement de ce fléau qui freine son succès commercial, engage une lutte féroce contre le piratage, multiplie les plaintes et obtient même une loi « anti piratage » inédite en Europe, visant à consolider ses droits et à appliquer des sanctions judiciaires très significatives pour les contrer.
En France, Canal+ exploite Discret 11 comme premier système de chiffrement avant de le remplacer progressivement à partir de 1995 par le décodeur Syster, lequel reste en fonction jusqu'au début des années 2000.
À la fin des années 1980, la chaîne de télévision nationale publique FR3 diffuse des émissions destinées à un public travaillant dans le secteur de la Santé (STV ou Santé Télévision) d'une durée d'une heure (les samedis matin de 7h à 8h et rediffusées la nuit du jeudi à vendredi entre 4h à 5h) en codé et en Discret 11 comme Canal+ car ces émissions diffusent un contenu qui n'est destiné qu'aux professionnels de santé.
FR3 via le réseau RFE diffuse également la nuit après la fermeture d'antenne des émissions à des destinataires privés en ne chiffrant que le son et pas l'image. L'objectif est de rentabiliser les infrastructures la nuit alors qu'aucun programme n'est diffusé et de permettre de manière sécurisée de transférer des vidéos sur des magnétoscopes partout en France de manière uniforme. Le programme "Espace 3" s'arrêtera avec la télévision en continu et la démocratisation de nouveaux supports comme le DVD ou l'arrivée d'Internet.

## Saisie manuelle du code mensuel

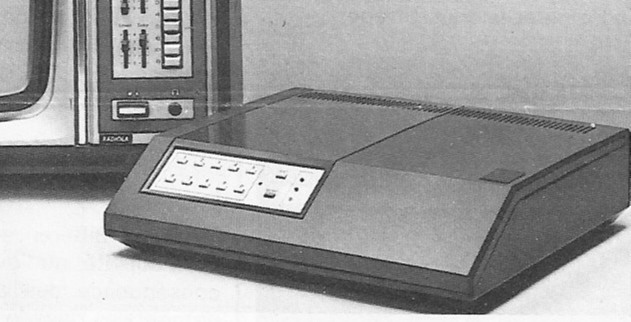
Le décodeur Discret 11

Le nom « Discret 11 » est choisi car le système de chiffrement utilise un palmarès de 211 combinaisons, soit 2048 codes possibles. En réalité, il en existe 2047 car la télédiffusion en « clair » fait partie de ces combinaisons.
Discret 11 exploite un système de chiffrement de l'image par décalage de ligne vers la droite. Les lignes de l'écran sont affectées d'un retard pseudo-aléatoire de 0, 902 ou 1804 nanosecondes, grâce à deux composants électroniques de type lignes à retard.
Le décodeur est pourvu d'un clavier numérique permettant à l'abonné, de saisir un code chaque mois, qu'il reçoit par courrier postal dès lors qu'il est bien à jour de son paiement. Ce code valable une trentaine de jours est directement lié au numéro de série unique de chaque décodeur.
Un « code universel » est spécifiquement programmé lors de la diffusion entre le dernier jour du mois à minuit et le premier lundi du mois suivant à 9 heures du matin. Ce code particulier ne nécessite pas d'entrer un code dans le mois en cours et évite les plaintes d'abonnés en cas de retard postal pour recevoir leur code personnel.

## Principes techniques
Lorsque le signal diffusé par la chaîne Canal+ est crypté, le décodeur détecte lors de l'analyse du signal vidéocomposite véhiculé par la prise Péritélévision du téléviseur, la présence de signaux « forcés » au niveau du noir et du blanc, sur les dernières lignes (310 et 622). La ligne 310 est mise au blanc toutes les 6 trames et permet au décodeur de se synchroniser et d'enclencher le déchiffrement. La ligne 622 sert au décodeur à calculer le polynôme à exploiter (6 possibles) pour initialiser le générateur pseudo-aléatoire.
Le mode de désembrouillage est alors déverrouillé et l'image s'affiche en clair, avec les artefacts caractéristiques du cryptage sur les bordures de l'image, invisibles sur un tube cathodique. Dès lors qu'un code erroné est saisi, les retards ne sont pas annulés et les lignes sont redécalées en superposition au signal crypté envoyé à l'émission, entrainant un « surcodage ». Seul le son reste décodé dans tous les cas.
Le code mensuel est remplacé le premier lundi de chaque mois, à 9 heures du matin. À l'émission le codeur retarde les lignes de 0, 902 et 1804 nanosecondes. Lors de la réception, le décodeur annule ces retards en harmonisant les lignes sur la valeur de 1804 nanosecondes de retard.
Les 6 polynômes correspondent aux 6 niveaux d'audience, ce qui permet de segmenter les abonnements en différentes formules ou options, comme, « Cinéma + Sport » ou bien « Sport + Documentaires ».
Cette fonctionnalité n'est cependant pas exploitée par la chaîne, du moins jusqu'en septembre 1986, date à laquelle une contre-mesure est introduite en vue de lutter contre le piratage.
Le signal audio est électroniquement transposé en fréquences et sa phase inversée (12,8 kHz). Pour activer la restitution du son, le décodeur détecte le niveau de blanc et de noir des lignes 310 et 622, en procédant au traitement du signal vidéo.
Le traitement du signal audio est entièrement analogique, mono canal et ne procure donc pas de stéréophonie. Spécifique à la télédiffusion par satellite, un signal stéréophonique est disponible sur une sous-fréquence audio (sous-porteuse) car retransmis en clair en permanence. Un paramétrage / mémorisation à effectuer sur le récepteur satellite est nécessaire afin de bénéficier d'un signal audio conforme.
Envisagé, le système le plus sophistiqué du décodeur comprend l’envoi par la poste de tickets magnétiques, pour mettre à jour les droits et la découpage/inversion de la ligne vidéo à un point choisi pseudo aléatoirement. Ce principe est employé ultérieurement pour les contrôles d'accès VideoCrypt et EuroCrypt, notamment.
Avant sa mise en location, chaque décodeur Discret 11, est préalablement paramétré manuellement pour mémoriser un numéro de série, dans sa mémoire. L'opération consiste à shunter et réaliser une liaison directe ou court-circuit de la broche 1 de la prise DIN situé à l’arrière du coîtier, avec la masse de la même fiche. Ainsi, à chaque numéro de série unique correspond une table de codes pour activer chaque mois, le processus de désembrouillage à condition de disposer des chiffres corrects envoyés par courrier, par la chaîne payante. Le code mensuel saisi manuellement sur le clavier du décodeur est donc différent et spécifique à chaque décodeur. En cas d'échange SAV, l'abonné se voit remettre par le dépositaire agrée un décodeur avec un numéro de série différent et ce changement est dès lors immédiatement pris en compte par le SAV.

## Chiffrement et niveaux d'audience
Le traitement du signal permet au décodeur d’extraire un code sur 16 bits, 6 niveaux d’audience sur 6 bits ainsi qu'une clé de contrôle sur les 2 derniers chiffres, pour s’assurer que le code tapé ne contient pas d’erreur de saisie. Dans le signal vidéocomposite, le départ de cycle est confirmé par le passage au blanc de la ligne 310 en trame n et l'un des voyants du décodeur reste alors vert en permanence.
Des niveaux d'audience sont exploité, notamment pour anticiper par exemple l'utilisation du décodeur pour plusieurs chaînes différentes exploitant le cryptage Discret 11. Ainsi, à la fin des années 1980, une diffusion hertzienne de la chaîne jeunesse Canal J est envisagée sur un septième réseau hertzien puis abandonnée fin 1990. Ainsi, en novembre 1990, la chaîne Canal J exploite le Discret 11 et partage son antenne avec la chaîne Canal Jimmy, plutôt réservée aux jeunes adultes et aux séries. De même, en 1990, la chaîne Santé Télévision (STV) exploite le Discret 11 avec une classe spécifique associée à cette chaîne.
Le « niveau d’audience » exploité par une chaîne codée peut être déterminé en visualisant le signal vidéocomposite crypté à l'oscilloscope ; la ligne 622 des trames n+1,n+3,n+5 et son passage ou pas au niveau du blanc (0/1).
Le système Discret 11 exploite jusqu'à 8 niveaux d’audience différents de 0 à 7 (valeur en n+1)x1+(valeur en n+3)x2+(valeur en n+5)x4, pour permettre des abonnements distincts en fonction des chaînes, des décrochages éventuels ou certaines options.
Le niveau d’audience 0 (non clignotement de la ligne 622) correspond à une image télédiffusée en clair.
Le niveau d’audience 1 correspond aux premiers 11 bits du code de 16 bits.
Pour le niveau d’audience 2, on saute les trois premiers bits et on lit les 11 bits suivants.
Pour le troisième, on saute de nouveau 3 bits et on lit 11 bits, en complétant par les bits présents au début du mot de 16 bits et ainsi de suite jusqu’au niveau d’audience 6.
Le niveau d’audience 7 est un code prédéfini dans le décodeur en fonction de son numéro de série, il correspond au codage du mois de novembre 1984 ainsi que celui utilisé entre le premier jour du mois et le premier lundi du mois, à 9 heures du matin (heure française), période pendant laquelle l’abonné doit saisir le code du mois suivant. Durant cette période d'audience « libre » ou « ouverte », l'utilisation d'un décodeur permet d'afficher la chaine et ce, quel que soit le code saisi au clavier. Techniquement, n'importe quel code choisi au hasard aurait pu convenir pour ce mode audience libre 7. Mais il n'a pas été choisi au hasard : le code du mode audience libre est une référence à l'univers geek au langage leet speak : il s'agit littéralement du mot « leet » signifiant élite en anglais, codé en « leet speak » soit 1337.

## Discret 12
Une version destinée au marché international « Discret 12 » qui exploite 212 combinaisons, soit 4096 codes possibles est commercialisée par Canal+ à d'autres chaînes en Europe, notamment pour des transmissions ou liaisons spécialisées. Ce système, visuellement similaire, exploite un codage à lignes à retard numérique rendant le décodeur mieux compatible avec le standard PAL, sans nécessiter de clavier. Le son n'est pas codé. Durant les années 1980 et 1990, il est exploité en télédiffusion analogique par les chaînes de la RAI, sur le satellite Hot Bird 13°E pour protéger ses droits de diffusion.
Le Discret 12 a également été exploité par la chaine suisse TCR (Télécinéromandie), en Belgique sur le câble par Canal+ Belgique, au Maroc sur la chaîne 2M pendant sa période payante (1989-1996) ou encore Stöð 2 en Islande.
Le Discret 12 contient un mode de codage rétrocompatible Discret 11, le mode Discret 12 est plus difficile à pirater.

## Secrets du Codage
Dès janvier 1985, le principe du codage de Canal+ est entièrement dévoilé par le magazine Science et Vie qui titre en couverture de son numéro 808, « Canal plus : le code est trop facile ! ». Le système code les images par bloc de 6 trames : pour coder 6 trames qui se suivent, on charge un registre à décalage avec le mot de 11 bits qui correspond au niveau d’audience :

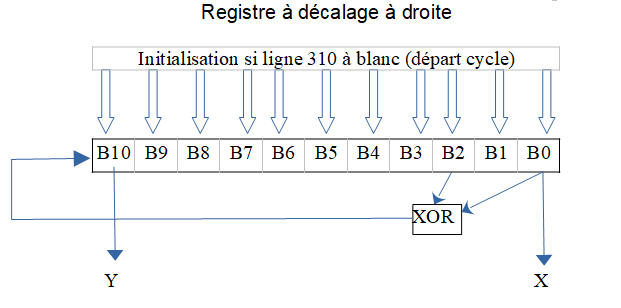
Registre à décalage, utilisant la fonction XOR, permettant de déterminer les valeurs de retard à appliquer.

Pour ajouter un effet de tremblement visant à rendre moins visualisable l'image embrouillée, une valeur Z qui vaut 0 pour les trames 1,2 et 3 et 1 pour le trames 4,5 et 6 est exploitée.
La table de vérité suivante permet de déterminer les valeurs de retard à appliquer :
| X | Y | Z                | Retard à appliquer à la ligne pour coder |
| - | - | ---------------- | ---------------------------------------- |
| 0 | 0 | 0 (trames 1 à 3) | 0 ns                                     |
| 1 | 0 | 0 (trames 1 à 3) | 902 ns                                   |
| 0 | 1 | 0 (trames 1 à 3) | 1804 ns                                  |
| 1 | 1 | 0 (trames 1 à 3) | 1804 ns                                  |
| 0 | 0 | 1 (trames 4 à 6) | 1804 ns                                  |
| 1 | 0 | 1 (trames 4 à 6) | 0 ns                                     |
| 0 | 1 | 1 (trames 4 à 6) | 0 ns                                     |
| 1 | 1 | 1 (trames 4 à 6) | 902 ns                                   |

on incrémente le décalage 1 715 fois :
Les itérations 0 à 285 affectent les retards des lignes 337 à 622 de la trame 1 (trame paire).
Les itérations 286 à 571 affectent les retards des lignes 24 à 309 de la trame 2 (trame impaire).
Les itérations 572 à 857 affectent les retards des lignes 337 à 622 de la trame 3.
Les itérations 858 à 1143 affectent les retards des lignes 24 à 309 de la trame 4.
Les itérations 1144 à 1429 affectent les retards des lignes 337 à 622 de la trame 5.
Les itérations 1430 à 1715 affectent les retards des lignes 24 à 309 de la trame 6.
En trame 6 réinitialisation du cycle avec le top reçu en ligne 310 (ligne à blanc)

## Désembrouillage
Le décodage consiste à compléter le retard présent dans le signal télédiffusé afin que toutes les lignes soient affectées par un retard de 1804 ns. Elles sont dès lors, toutes alignées.

## Les attaques contre le Discret 11
Une course entre les pirates et Canal+ s'engage dès 1984 et se poursuit jusqu'à l'abandon du codage Discret 11. La chaîne payante exploite différentes contre-mesures pour rendre son codage plus résistant mais avec l'arrivée de composants électroniques évolués comme les calculateurs ou certains micro-ordinateurs, les pirates trouvent régulièrement les moyens de contourner ces mesures.

### Méthode Radio Plans d'origine
Le top de début de ligne est évalué : si aucun décalage temporel, le circuit ajoute deux retards de 902 ns. Si un décalage de 902 ns est présent, le calculateur ajoute un second décalage de 902 ns. Si un décalage de 1 804 ns est présent, rien n'est modifié. Ainsi, toutes les lignes sont calées sur 1 804 ns de décalage et l’image s'affiche en clair.

### Méthode Radios Plans améliorée
À la suite d'une contre-mesure de Canal+, les débuts de lignes ne sont plus mesurables dans le signal crypté. La solution consiste à mettre en mémoire les retards de six trames vidéo, par l'appui sur un bouton poussoir du décodeur pirate. Il est conseillé d'attendre une image suffisamment contrastée. Avec ces données mémorisées, le décodeur pirate applique des valeurs de retard pour obtenir toujours 1804ns sur toutes les lignes.

### Méthode manuelle/automatique avec un ordinateur (rare création d’uneinterfacevidéo indispensable)
Les retards des 6 trames sont recalés manuellement (pas de corrélation possible dans les années 1980 avec les ordinateurs personnels) et une fois en mémoire, on trouve un compromis visant à obtenir à chaque fois, 2 retards sur toutes les lignes, ce qui est une méthode très longue et fastidieuse.
Des versions plus perfectionnées permettent de programmer le traitement directement sur le micro-ordinateur comme sur le micro-ordinateur EXL 100 de chez Exelvision.

### Méthode manuelle
Ce type de décodeur permet de faire défiler les 2047 solutions à l’aide de boutons (touches +, - et mémorisation). On fait défiler les solutions jusqu’à l’obtention d’une image en clair. Cette méthode peut nécessiter jusqu’à 30 minutes de recherche, chaque mois.

### Méthode automatique
La méthode de recherche automatique du code n’est pas décrite dans les articles publiés par la revue Sciences et Vie. Cependant, l’article datant de 1987 laisse entendre que cette méthode est possible et dès 1985, le magazine délivre suffisamment d’informations pour concevoir un dispositif de recherche séquentielle du code, notamment au travers de la publication de la « table de vérité » du codage.
Grâce à un ordinateur avec interface vidéo ou avec un circuit doté d'un microcontrôleur, la recherche du code s'effectue automatiquement. En revanche, nul besoin de se lancer dans une analyse fréquentielle, la recherche du code est finalement très simple car la lecture de la table de vérité accuse  une particularité : sur les trames 1 à 3, le retard de 1804ns n’est obtenu que si Y=1. En examinant une de ces trames, on lit 11 retards consécutifs pour déterminer le contenu du registre. Par exemple, la ligne 436 trame 1 et a itéré 99 fois le registre. Sur cette ligne B10 vaut 1 si la ligne 436 est retardée, 1804ns 0 sinon de même B9 (registre de la ligne 436) vaut 1 si la ligne 435 est retardée 1804ns 0 sinon, etc.
Une fois le registre de la ligne 436 renseigné avec ce procédé, on applique la transformation inverse 99 fois et on obtient le registre initial avec le code de 11 bits correspondant.
Il est même possible de dessiner une fenêtre de recherche de ce chiffrement, sur une partie de l’image particulière : encadrement de porte, poteau de but, principe évoqué dans l’article de 1985.
D'un point de vue opérationnel, il convient de se placer à gauche de l'image et de décaler de colonne en colonne vers la droite jusqu’à ce que sur 12 lignes consécutives de la trame, la relation entre les retards soit conforme (ie on est placé sur une colonne située entre 902ns et 1804ns du début de la ligne). Après plusieurs tests conclusifs, on peut considérer que le registre chargé est conforme et donc, appliquer la transformation inverse afin de retrouver l'état 0.

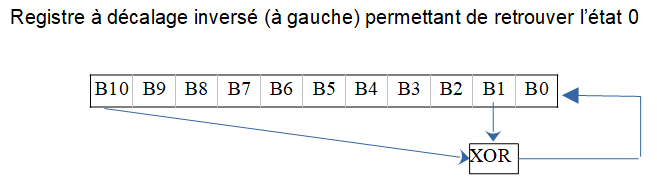
Registre à décalage permettant de trouver le code utilisé

Recherche automatique du code :

## Lacontre-mesurede septembre 1986
En septembre 1986, Canal+ met en place le multi-code : le niveau d’audience est modifié de manière alternée par l’utilisation de 4 registres d’initialisation.
Le niveau d’audience annoncé sur la ligne 310 n’est utilisé qu’après 8 cycles complets et non 9 comme parfois évoqué. Cela représente une modification possible toutes les secondes ou 48 trames. Le décodeur pirate de base n'est capable de décoder qu’une seconde puis les 3 secondes suivantes sont codées, etc. Le principe de fonctionnement est entièrement décrit dans le numéro de Science et Vie de janvier 1987. L’article reprend un grand nombre d’explications de son article de janvier 1985 mais complète la description du système de gestion de l’audience, alors qu’en 1985, le magazine a considéré que ce signal d’audience n'est destiné « qu’à « embrouiller le pirate » et ne concerne en rien les paramètres utiles ». En janvier 1987, le journaliste de Science et Vie estime néanmoins que l’évolution technique de septembre 1986 est légère et que la nouvelle bombe de Canal+ ne serait « qu’un simple pétard mouillé ».

## Nouvelles contre-mesures
L’intégration des audiences 0 et 7 par cycle en sus du multi-code est utilisé au début des années 1990 pour essayer de faire « décrocher » les décodeurs pirates.

## Règlementation française spécifique
La revente voire la location clandestine de décodeurs pirates constitue bien souvent une activité lucrative non déclarée donc illégale. Elle est passible en France, de pénalités au titre de l’article 1728 du code général des  impôts, sanction qui ne préjuge pas de poursuites pénales éventuelles.
La fabrication d’un décodeur par un électronicien ou un amateur éclairé ne constituerait pas une contrefaçon dès lors que le procédé employé est différent de celui utilisé dans le décodeur officiel. Toutefois, ce point de litige est contradictoire avec les licences et brevets du procédé de codage élaboré par la société Canal+ et ses concepteurs.
Dans le numéro de janvier 1985 de Science et Vie, un avocat s’étonne de la saisie du magazine Radio Plans, alors que le décodeur Radio Plans est une création originale et qu’aucun contrat (abonnement) n’a été conclu entre la chaîne codée et le magazine.
Fin 1987, la loi relative à la protection des services de télévision ou de radiodiffusion destinés à un public déterminé (no 87-520) du 10 juillet 1987 dite « loi Canal+ » met en évidence que l’utilisation d’un dispositif autre que le décodeur officiel avec abonnement associé est prohibé en France. L’utilisation de tels dispositifs reste « non interdite » dans d’autres pays de l’union européenne avant l’harmonisation de fin 1998, soit près de 3 ans après l’arrêt de l’exploitation du décodeur Discret 11.

## Du principe à la réalité
La protection des lignes 310 et 622 ne figure dans aucun standard vidéo. Sur une chaine gratuite le discret peut reconnaitre par erreur une salve d'initialisation, le voyant vert s'illumine et l'image se code pendant une seconde. Pour éviter ce phénomène, Canal+ incruste la partie utile de la vidéo à partir d'une régie ce qui présente plusieurs avantages :
- les lignes 310 et 622 sont protégées
- les salves d'identification du signal couleur (burst) de la ligne décalée sont enlevées rendant inopérant le décodeur Radio Plans
- simultanément avec l'application du codage, un décalage de deux retards vers la gauche est appliqué de sorte que l'image ne saute pas de 2 retards vers la droite lors du passage du clair au codé ( - 2 retards + [retard pseudo aléatoire complété à +2] = image globalement non décalé)

## Opération Chadec
D’après l’émission Capital de février 1996, 500 000 décodeurs pirates Discret 11 auraient été mis en circulation ; un nombre qui est probablement sous-estimé selon la presse spécialisée
Pour lutter contre ce manque à gagner, Canal+ lance l’opération « CHADEC » pour CHAngement de DECodeur. Il convient de remplacer la totalité du parc des décodeurs Discret 11 par des décodeurs de nouvelle génération de type Syster, compatibles à la fois avec le codage Discret et le codage Nagravision. Dès lors qu'un territoire d’abonnés est complètement mis à jour avec le nouveau système, les émetteurs exploitent le signal crypté en Nagravision. Ce basculement pose des problèmes logistiques et techniques, notamment concernant les émetteurs modulant en VHF bande I pour lesquels la réception est très sensible aux conditions météo. Elles affectent la lecture des informations de l’intervalle de rafraîchissement vertical (VBI) parfois impossible rendant le Syster inopérant. Ce phénomène oblige certains abonnés de ces zones à  basculer vers une réception de la chaîne par satellite, ce qui est le cas des abonnés recevant la chaîne depuis l'émetteur du pic de Nore. En ce qui le concerne, le décodeur historique Discret 11 peut s’accommoder d’une réception relativement perturbée.
Dès 1991, les nouveaux abonnés sont équipés avec un décodeur Syster. L’opération Chadec commence en 1992 jusqu'à fin 1995, les premiers abonnés à basculer en Syster sont les abonnés recevant la chaîne sur le satellite Télécom-1 puis les régions au sud de la France, la Bretagne et l’Alsace-Lorraine suivent. L’Île-de-France bascule concomitamment avec la mise en place du nouvel habillage de Canal+ à la rentrée 1995 et en fin d'année 1995, les derniers émetteurs de la région Nord-Pas-de-Calais passent au Nagravision.

## Aspects commerciaux
Dans l’article « Canal Plus, le déclin des pirates ? », l’auteur s’interroge sur les motifs qui ont entrainée le retard d'exploitation d'un codage sophistiqué dès le lancement de la chaîne. Il évoque un procédé d'astuce commerciale : les pirates goûtent à la chaîne puis lassés des coupures incessantes d’image à la suite des évolutions techniques, finiraient par renoncer au décodeur pirate pour s’abonner. L'article précise toutefois que Canal+ dément l’utilisation d’un tel procédé commercial. En 1996, dans un reportage de l’émission Capital, la voix off précise que lors du passage du Discret 11 au Syster, les pirates ont été contraints de « rentrer dans le rang » et que les abonnements ont aussitôt augmenté de 10 %.

## Pirate célèbre: Xavier Niel
Guy Lagache affirme, dans une interview de Xavier Niel, dans l’émission « les grands entretiens » diffusée le 17 mai 2020 sur LCP, que ce dernier, à peine majeur, démarre ses activités en 1986 en « piratant les décodeurs de Canal+, ce qui était évidemment illégal ». Xavier Niel explique que c'est alors grisant de réussir à hacker quelque chose qui est impossible à hacker : un « défi intellectuel » et qu’il n'a pas vu à l’époque ce qu’il y a d’illégal, hormis l’aspect « marché noir ». Toutefois, les faits sont antérieurs d’au moins un an à la loi No 87-520 qui réprime l’utilisation de décodeurs non officiels et l’activité de revente n’est évoquée que plus tard dans l’interview.